# Phuwanart Khamkaew
Phuwanart Khamkaew (ภูวนาถ คำแก้ว, * 17. Januar 1998 in Bangkok) ist ein thailändischer Fußballspieler.

## Karriere
Phuwanart Khamkaew erlernte das Fußballspielen in der Schulmannschaft des Assumption College in Thonburi sowie in der Jugendmannschaft des englischen Erstligisten Leicester City in Leicester. Mitte 2017 wechselte er von England in sein Heimatland Thailand, wo er einen Vertrag bei Police Tero FC in Bangkok unterschrieb. Hier stand er bis Mitte 2019 unter Vertrag. Für Police absolvierte er acht Einsätze in der ersten Liga, der Thai League. Mitte 2019 verließ er den Club und schloss sich Nakhon Si United FC an. Der Verein aus Nakhon Si Thammarat spielte in der dritten Liga, der Thai League 3, in der Lower-Region. Bei dem Drittligisten kam er nicht zum Einsatz. 2020 unterschrieb er einen Vertrag beim Erstligisten Suphanburi FC in Suphanburi. Hier kam er nicht zum Einsatz. Anfang 2021 verpflichtete ihn der Ranong United FC. Der Verein aus Ranong spielte in der zweiten Liga, der Thai League 2. Hier stand er bis Saisonende unter Vertrag. Für Ranong absolvierte er zwei Ligaspiele. Anschließend wechselte er zum Drittligisten See Khwae City FC. Der Verein aus Nakhon Sawan spielte in der Northern Region der Liga. Für See Khwae City bestritt er zehn Drittligaspiele. Nach der Saison wechselte er im Sommer 2022 zum in der Eastern Region spielenden Kabin United FC. Für den Verein aus Kabin Buri bestritt er in der Hinrunde 2022/23 sieben Drittligaspiele. Nach der Hinrunde unterschrieb er im Januar 2023 einen Vertrag beim Zweitligisten Udon Thani FC. Am Ende der Saison 2022/23 wurde er mit dem Verein aus Udon Thani Tabellenletzter und stieg somit aus der zweiten Liga ab. Nach dem Abstieg verließ er den Verein und schloss sich im Sommer 2023 dem Drittligisten Phatthalung FC an. Mit dem Verein aus Phatthalung spielte er fünfmal in der Southern Region der Liga. Nach der Hinrunde wurde sein Vertrag im Dezember 2023 nicht verlängert.